# Żołna modrolica
Żołna modrolica (Merops persicus) – gatunek średniej wielkości ptaka z rodziny żołn (Meropidae). Większość populacji jest wędrowna. Tereny lęgowe obejmują kraje Maghrebu i Sahelu, Bliski Wschód, wybrzeża Morza Kaspijskiego oraz południową i środkową Azję. Zimowiska znajdują się w Afryce Subsaharyjskiej. Gatunek nie jest zagrożony wyginięciem.

## Taksonomia

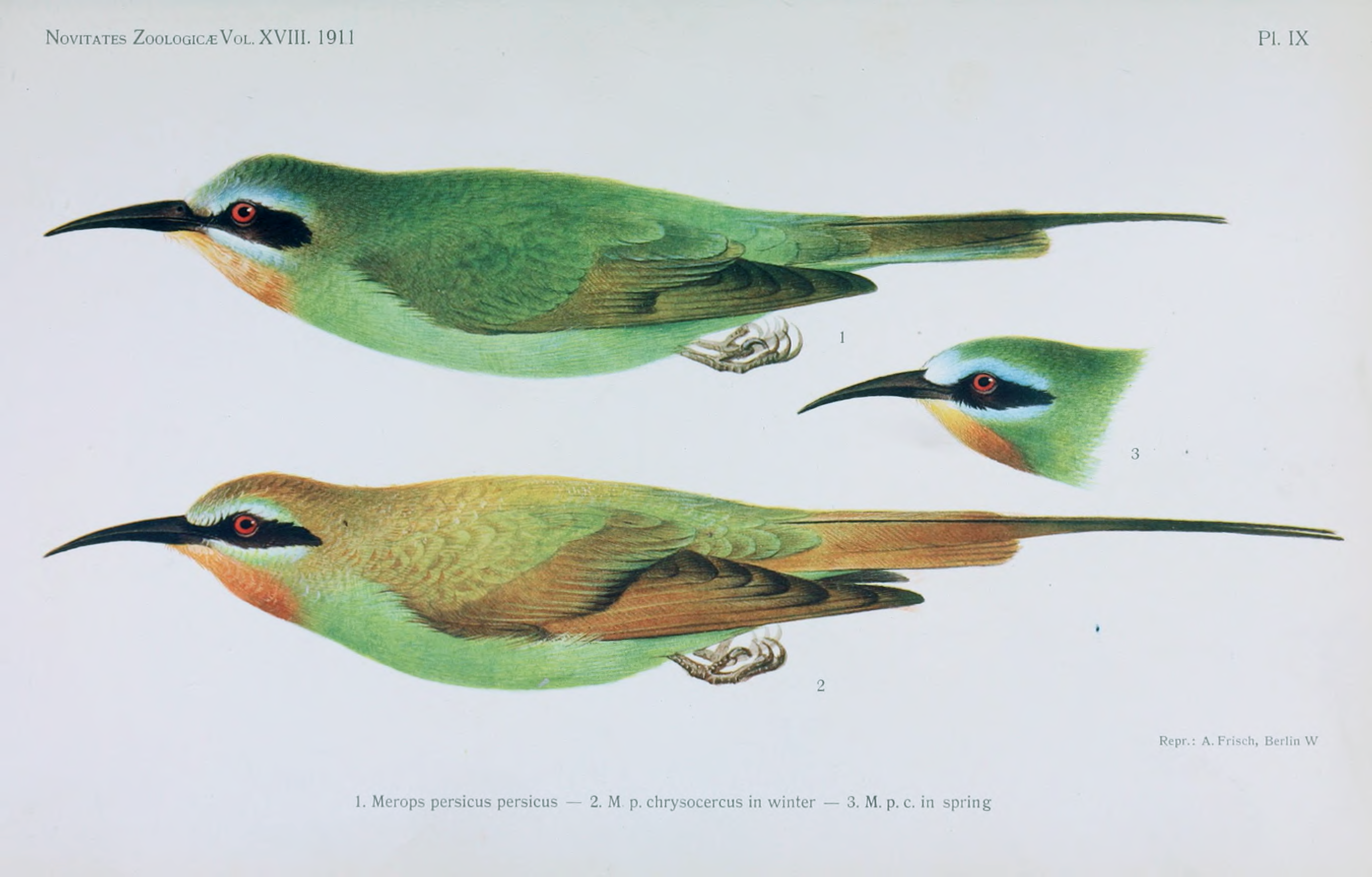
Porównanie upierzenia M. p. persicus i M. p. chrysocercus

Po raz pierwszy formalnie gatunek opisał Peter Simon Pallas w 1773. Holotyp pochodził z wybrzeża Morza Kaspijskiego. Autor nadał nowemu gatunkowi nazwę Merops persica. Jest ona obecnie (2020) utrzymywana przez Międzynarodowy Komitet Ornitologiczny (IOC). Żołna modrolica jest gatunkiem siostrzanym wobec żołny zielonej (M. superciliosus). Gatunkiem siostrzanym wobec tej grupy jest żołna modrosterna (M. philippinus). Niektórzy autorzy łączyli te trzy taksony w jeden gatunek, na przykład w Check-list of birds of the world (1955) i Handbook of the Birds of India and Pakistan (1983).
IOC wyróżnia dwa podgatunki, podobnie jak autorzy HBW: nominatywny i M. p. chrysocercus, opisany przez Cabanisa i Heinego w 1860 na podstawie holotypu z Senegalu. Na podstawie pozyskanego w 1906 w Erytrei holotypu został opisany podgatunek M. p. erythraeus (Moltoni, 1928). Później ten sam autor uznał jednak ubarwienie tego osobnika – bez żółci i z barwą niebieską lub niebieskozieloną zamiast zielonej – za wynik mutacji barwnej. W Muzeum Historii Naturalnej w Tring był przechowywany okaz z Kaszmiru, odłowiony w 1918, z taką samą nietypową kolorystyką. Jest ona jednak wynikiem nie mutacji, a trzymania okazów muzealnych w spirytusie. C.H. Fry wykazał eksperymentalnie (dla spreparowanej żołny modrolicej i żołn dwóch innych gatunków), że takie odbarwienie zachodzi niezależnie od ekspozycji na światło przy przechowywaniu w spirytusie.

## Morfologia
Długość ciała wynosi 24–26 cm, razem z wydłużonymi sterówkami do 11 cm więcej; masa ciała – 38–56 g; rozpiętość skrzydeł: 35–39 cm. Dymorfizm płciowy przejawia się w długości wydłużonych sterówek (krótsze u samic) oraz w barwie tęczówki. W locie u żołn modrolicych zwracają uwagę długie skrzydła i ogon. Wzdłuż krawędzi skrzydła biegnie wąski popielaty lub czarny pasek końcowy o równej szerokości.
Dalszy opis dotyczy ptaków podgatunku nominatywnego, jeśli nie zaznaczono inaczej. Czoło białe. Przód ciemienia i okolice brwi jasnoniebieskie. Pod czarną maską znajduje się wąska niebieska linia. Broda żółta, gardło rdzawe. Pozostała część brody, wierzch i spód ciała mają kolor jaskrawozielony. Jednolita barwa skrzydeł, bez jasnych plam na barkach, jest ważną cechą rozpoznawczą. Wyróżniają się popielate końcówki lotek I i II rzędu oraz rdzawy spód ciała. Odcienie ubarwienia spodu ciała zmieniają się stopniowo – pierś jest trawiastozielona, brzuch niebieskozielony, pokrywy podogonowe zielonkawoniebieskie. Ogon od spodu srebrzyście szary. Wydłużone sterówki u samca sięgają 45–67 mm za resztę ogona. Pod koniec lata znoszone już upierzenie nabiera coraz bardziej oliwkowozielonego odcienia. Dziób czarny. Tęczówka u samców bordowa, u samic często pomarańczowoczerwona. Nogi ciemnoszare.
Osobniki młodociane mają bardziej matowe upierzenie. Jego zielone partie są nieco niebieskawe, broda płowożółta, gardło płowordzawe, a czoło i broda – zielonawe. Barwa niebieska na głowie i żółta na gardle są niemal niewidoczne. Wszystkie pióra mają niebieskawe końcówki, co nadaje upierzeniu łuskowaty wygląd. Tęczówka brązowa.
Przedstawicieli M. p. chrysocercus wyróżnia złociście zielony wierzch ciała i ogółem mniejsze niż u ptaków podgatunku nominatywnego rozmiary ciała. U samca wydłużone sterówki sięgają 70–104 mm za resztę ogona.

## Zasięg występowania
Według BirdLife International obszary lęgowe lub całorocznego występowania żołny modrolicej zajmują około 31,1 mln km².

### M. p. persicus
W Afryce tereny lęgowe przedstawicieli M. p. persicus Pallas, 1773 znajdują się wyłącznie w Egipcie w delcie Nilu, choć stwierdzono też lęgi znacznie dalej na południu kraju, w okolicach Edfu. Nieliczne pary gniazdują również w Dżibuti. W obrębie Bliskiego Wschodu żołny modrolice gniazdują w północnym Izraelu (nieregularnie), w zachodniej Jordanii, południowo-wschodniej Turcji, w Syrii i dalej na południe po Zatokę Perską przez Irak (południowy i środkowy, lokalnie również północny) i Iran. Stanowiska lęgowe w obrębie Półwyspu Arabskiego są położone na północnym wybrzeżu Omanu w regionie al-Batina, od około 1989 wiadomo też o gniazdowaniu w Zjednoczonych Emiratach Arabskich. Dalej tereny lęgowe ciągną się na wschód po północny Afganistan (Hindukusz), Kazachstan, Pakistan (poza niektórymi regionami na północy kraju) oraz północne i zachodnie Indie (okolice Delhi i Gudźarat).
Północna granica zasięgu lęgowego przebiega przez Kazachstan, w tym przez południowe wybrzeża jeziora Bałchasz, wyżynę Betpakdała, po północne wybrzeża Jeziora Aralskiego i Morza Kaspijskiego. W południowej części Indii żołny modrolice pojawiają się podczas przelotów, zdarzają się również zabłąkane osobniki. Na krańcu Półwyspu Indyjskiego (8 km od Thiruvanthapuram) pierwszy raz stwierdzono gatunek w 2014.
Zimowiska obejmują głównie wschodnią część tropikalnej Afryki, od południowego Sudanu (w północnej części kraju wyłącznie na przelotach), Etiopii i Erytrei na południe po subtropikalne części Afryki Południowej.

### M. p. chrysocercus
Tereny lęgowe przedstawicieli podgatunku M. p. chrysocercus Cabanis & Heine, 1860 leżą w krajach Maghrebu na zachód od południka 20°E oraz w strefie Sahelu między równoleżnikami 18°N i 15°N. W krajach Maghrebu żołny modrolice gniazdują na obszarze zachodniej Sahary, od Maroka po Algierię (prawdopodobnie dalej na wschód po Tunezję i zachodnią Libię) oraz u wybrzeży Mauretanii na południe od równoleżnika 18°N. Prawdopodobnie północną granicę obszaru gniazdowania w Maroku wyznacza Antyatlas. Zasięg gniazdowania w strefie Sahelu ciągnie się od Senegalu nieregularnie przez Mali i Nigerię po jezioro Czad. Według mapy BirdLife International w tych kilku miejscach żołny modrolice występują całorocznie.
Zimowiska położone są w zachodniej Afryce Subsaharyjskiej na południe od równoleżnika 15°N, od Senegambii po jezioro Czad, Kamerun i Republikę Środkowoafrykańską. Wiadomo o zimowaniu w Gambii, w Sierra Leone (gdzie, podobnie jak w Gambii, żołny modrolice rzadziej pojawiają się w głębi lądu), Mali, na Wybrzeżu Kości Słoniowej, w Ghanie (do 1984 jedno stanowisko) i Liberii. W 1995 doniesiono o pierwszym stwierdzeniu z Beninu. Żołny modrolice pospolicie zimują w Kamerunie. Przynajmniej w połowie lat 80. XX wieku ich status w Czadzie był niejasny.

## Ekologia i zachowanie

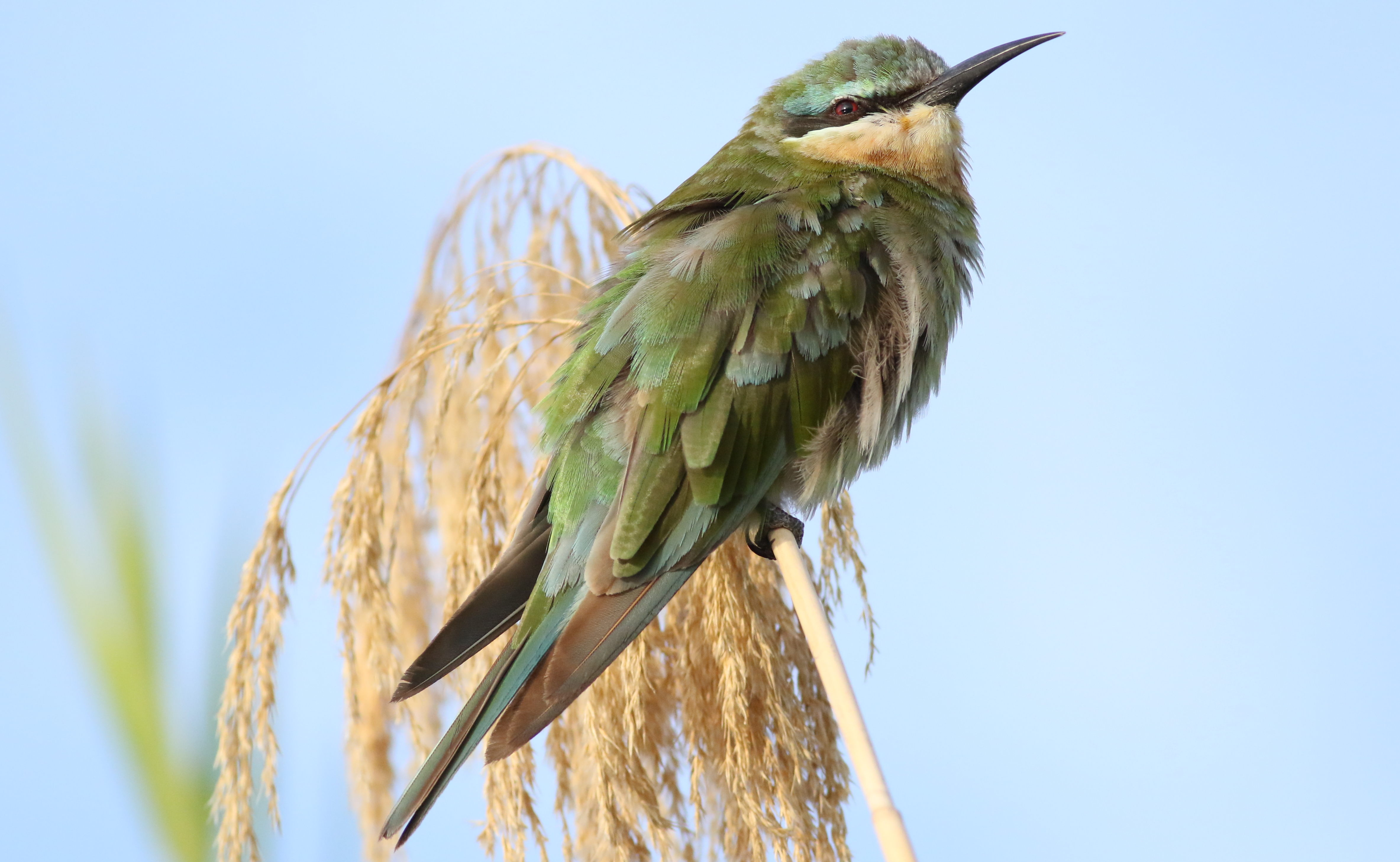
Żołny modrolice na zimowiskach odpoczywają między innymi w szuwarach. Na zdjęciu osobnik sfotografowany w Parku Narodowym Chobe w Botswanie

Żołny modrolice gniazdują na położonych na obrzeżach pustyń piaszczystych lub żwirowych nieużytkach, które porośnięte są skupiskami Salvadora persica oraz rosnącymi w rozproszeniu akacjami (Acacia), głożynami (Ziziphus) i innymi kolczastymi drzewami. W okresie lęgowym pojawiają się także na solniskach, na uprawach rolnych, w wąwozach czy na skarpach. Gniazdują w okolicach zbiorników wodnych. Zimowiska żołn modrolicych są położone na porośniętych krzewami terenach trawiastych, w świetlistych lasach, namorzynach pokrywających nadbrzeżne równiny i na zadrzewionych mokradłach, rzadko daleko od zbiorników wodnych. Przeważnie zimują poniżej 1500 m n.p.m., lecz w Afryce Wschodniej odnotowywano je do 2300 m n.p.m., a w Malawi do 2400 m n.p.m. (na terenie Parku Narodowego Nyika). Żołna modrolica jest jednym ze słabiej poznanych ptaków północnej Afryki, gdzie zwyczaje tych żołn były dotychczas znane głównie z przygodnych obserwacji. Podczas badań terenowych prowadzonych wiosną i latem 2014 w Maroku żołny modrolice obserwowano na wysokości 590–1045 m n.p.m.
Niezależnie od okresu roku żołny modrolice są bardzo towarzyskie. W sezonie lęgowym często odpoczywają na ziemi nieopodal swoich nor. Noce spędzają w norach, chowają się w nich także podczas burz piaskowych. Poza sezonem lęgowym odpoczywają na liściastych drzewach, tamaryszkach, ciborach papirusowych, daktylowcach i w szuwarach.
Istnieją liczne podobieństwa między żołnami modrolicymi a żołnami zwyczajnymi (M. apiaster). To jedyne dwa gatunki żołn, których obszar gniazdowania leży w większości na terenie Palearktyki. Na Półwyspie Arabskim miejsca gniazdowania żołn modrolicych są rozmieszczone tak samo, jak u żołn zwyczajnych – niemal wyłącznie w regionie al-Batina. Ich zimowiska w większości pokrywają się, a oprócz wspólnego zimowania żołny tych dwóch gatunków również i często migrują w mieszanych stadach. Do tego tworzą mieszane kolonie lęgowe, być może osiągając większy sukces lęgowy niż w jednogatunkowych koloniach. W Afryce Południowej zimowiska żołn modrolicych miejscami nachodzą się z zasięgiem występowania wszystkich spotykanych tam żołn 7 gatunków. Prawdopodobnie występuje konkurencja między żołnami modrolicymi a karminowymi (M. nubicoides) i białoczelnymi (M. bullockoides), które również preferują środowiska w pobliżu wody.

### Pożywienie

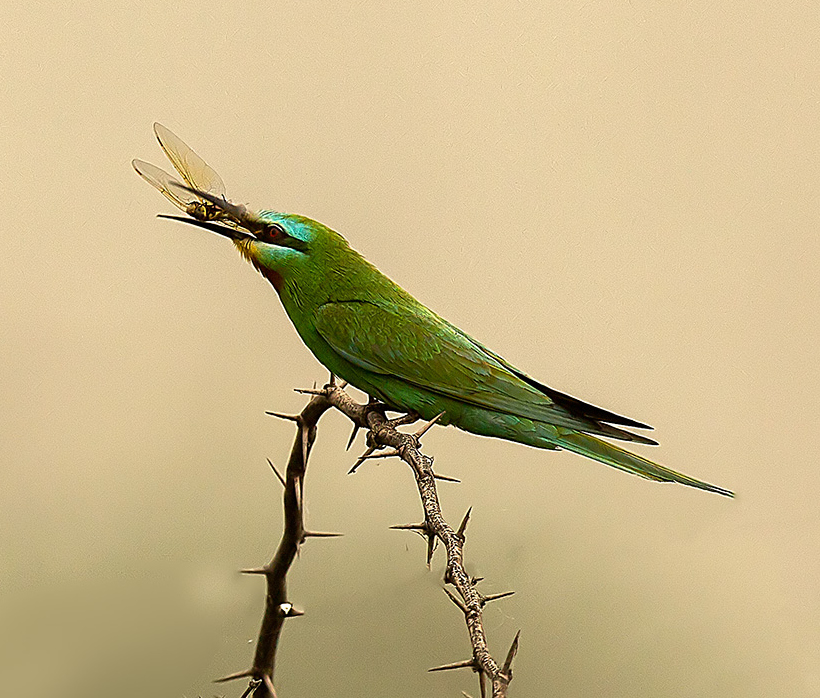
Żołna modrolica z upolowaną ważką

Podczas żerowania żołny modrolice chętnie przesiadują na liniach telefonicznych, przy ich braku wybierają czubki drzew, niskie krzewy, płoty i ściany budynków. Żywią się owadami – między innymi pszczołami, osowatymi, ważkami, motylami, chrząszczami, mrówkowatymi, prostoskrzydłymi. Swoją zdobycz łapią w szybkim locie z wyeksponowanego stanowiska, na które wracają, czasami jednak łapią owady w nieprzerwanym locie. W razie potrzeby unieszkodliwiają jadowitego owada przez pocieranie nim o jakąś powierzchnię do momentu wypłynięcia jadu. Długo istniało przekonanie, że żołny modrolice są na tle rodzaju wyjątkowe i zjadają głównie ważki. Sugerowano nawet istnienie morfologicznych przystosowań do polowania na tego rodzaju zdobycz. Nie jest to jednak poparte badaniami. Opublikowane do 2018 roku wyniki badań wskazują na zróżnicowanie składu pożywienia zależnie od regionu geograficznego. Prawdopodobnie przekonanie o takiej specjalizacji wynika z prowadzenia pierwszych badań (początek lat 80. XX wieku) w zbyt mało różnorodnych środowiskach. Stosunkowo duży odsetek ważek w diecie wykazywano u populacji żyjących w pobliżu dużych słodkowodnych zbiorników.

### Migracje
Żołny modrolice migrują głównie za dnia, ale często też w nocy. Poruszają się na stosunkowo dużych wysokościach. Źródła różnią się w kwestii tego, czy osobniki młodociane i dorosłe wędrują wspólnie. Podczas wędrówek żołny modrolice przemieszczają się wzdłuż naturalnych szlaków tworzonych przez wybrzeża, duże rzeki i pasma górskie. Na Półwyspie Arabskim obserwuje się niewielkie stada liczące 10–20 osobników. Na tereny lęgowe w Kazachstanie żołny modrolice przybywają w grupach liczących 20–50 osobników.
W poszczególnych państwach lub regionach żołny modrolice migrują lub przebywają na zimowiskach w następujących miesiącach:

- Turcja: przylatują na tereny lęgowe od kwietnia do maja, opuszczają je od sierpnia do października[34]
- Kazachstan: przylatują na tereny lęgowe od kwietnia do maja, opuszczają je od sierpnia do października[20]
- Półwysep Arabski: przeloty w kierunku północnym trwają od marca do maja, w kierunku południowym – od września do listopada[19]
- Izrael: obserwowane na przelotach od końca lipca do października, czasami też w listopadzie, następnie w marcu i kwietniu[35]
- Róg Afryki: część osobników zimuje na południu regionu[17] od września do maja[24]; przeloty w kierunku południowym: sierpień–listopad, w kierunku północnym: luty–maj[17]
- Afryka Wschodnia: obecne na zimowiskach głównie od października do kwietnia[30]
- Afryka Południowa: przylot na zimowiska od października do listopada, odlot – od marca do maja[23]
- Malawi: przylot w październiku i listopadzie, obecne na zimowiskach od listopada do kwietnia; nieliczne osobniki zostają do maja[31]

### Lęgi

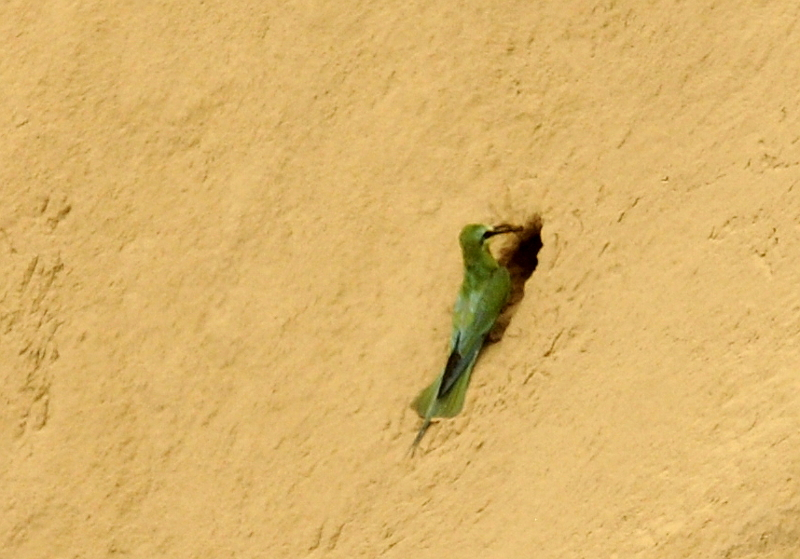
Żołna modrolica przy wejściu do nory

Przeważnie składanie jaj trwa od marca do czerwca. Zazwyczaj ma to miejsce w połowie maja w północno-zachodniej Afryce i delcie Nilu oraz w marcu na terenie odpowiadającym dawnej Mezopotamii. W Afryce Zachodniej okres składania jaj przypada na początkowe miesiące pory deszczowej (maj i czerwiec), jednak dalej na północ w strefie Sahelu i na południowej Saharze rozpoczyna się wcześniej i jest dłuższy (od końca kwietnia do początku października). W poszczególnych państwach okres lęgowy, lub tylko składania jaj jeśli zaznaczono, trwa w następujących miesiącach:
- Dżibuti: marzec–kwiecień[17]
- Turcja (Birecik): od drugiej połowy maja do lipca[34]
- Oman: kwiecień–maj[12]
- Iran: od kwietnia do końca czerwca[27]
- Kazachstan: czerwiec–sierpień[20]
- Turkmenistan, Pakistan: maj–lipiec[12]
- Indie: kwiecień–sierpień, głównie maj i czerwiec[8]

Żołny modrolice tworzą kolonie lęgowe, choć zdarzają się też pary gniazdujące osobno. Kolonie lęgowe rzadko przekraczają 100 par. W Syrii obserwowano jednak kolonie liczące setki par. Największa kolonia w Kazachstanie – mieszcząca się na pustyni Kyzył-kum – składa się z około 600 par. Kolonie w Iraku mogą liczyć tysiące ptaków. W Turcji, gdzie żołny modrolice gniazdują bardzo nielicznie, kolonie liczą zwykle od 2 do 15 par. Żołny modrolice wyprowadzają lęgi zarówno w jednogatunkowych koloniach, jak i wraz z żołnami zwyczajnymi. Badania prowadzone w 4 azjatyckich krajach wykazały, że wówczas proporcje są nierówne i odsetek ptaków jednego gatunku zdecydowanie przeważa.
Gniazda mieszczą się w norach, których wykopanie zajmuje obydwu ptakom z pary 6–10 dni. Ich typowe lokalizacje to skarpy kanałów, rowów melioracyjnych. U południowo-zachodnich wybrzeży Morza Kaspijskiego i w północno-zachodnich Indiach żołny modrolice wykorzystują też zbocza z piasków wapiennych na brzegach zbiorników; wówczas nora jest wygrzebywana powyżej strefy pływów. Prowadzący do gniazda tunel ma długość od 1 m (w twardej glebie) do 2,5–3 m (w miękkiej glebie). Tunele wykopane w zboczach są proste i niemalże poziome, zaś te z początkiem w płaskim podłożu są nachylone w dół pod kątem około 20°. Wejście ma wymiary 6,5–8,5 na 5,2–7,5 cm (ma większą szerokość niż wysokość), zaś umieszczona na końcu komora gniazdowa ma długość 15–20 cm, przeciętną szerokość – 9 cm, a wysokość – 12 cm. Odległość nor od siebie badana w różnych lokalizacjach wyniosła 5–30 m w czterech państwach Azji, co najmniej 43 m w Algierii (dane z połowy XX wieku).
Zniesienie liczy zwykle od 4 do 6 jaj. W Afganistanie, Iraku, Indiach i państwach byłego ZSRR odnotowywano też zniesienia liczące 7 lub 8 jaj. Skorupka ma kształt tępo zakończonego owalu, jest biała i połyskliwa. Średnie wymiary 100 jaj: 26,2 na 20,9 mm.
Prawdopodobnie jaja są składane w co najmniej 24-godzinnych odstępach. Inkubacja rozpoczyna się wraz ze złożeniem pierwszego jaja. Za dnia wysiadują oboje rodzice, jednak samica dłużej. Podczas wysiadywania może być karmiona przez samca, przyniesiony pokarm „odbiera” u wejścia do nory lub wylatuje po niego. W koloniach lęgowych na płaskim terenie znajdowano jaja leżące bezpośrednio na ziemi, jednak nie wiadomo, czy należały do ptaków jeszcze dokańczających swoją norę. Wysiadywanie trwa 23–26 dni. Czas przebywania młodych w gnieździe podawano jako 23 dni, ale prawdopodobnie wynosi około 4 tygodni. Wychowane w niewoli młode były w pełni opierzone po 30 dniach życia. W czterech azjatyckich państwach odsetek gniazd, w których do opierzenia dożyło co najmniej jedno pisklę, wynosił 88% w koloniach mieszanych z żołną zwyczajną (n=17) i 82% w koloniach jednogatunkowych.

## Status i zagrożenia
IUCN uznaje żołnę modrolicą za gatunek najmniejszej troski nieprzerwanie od 1988 roku (stan w 2020). BirdLife International uznaje trend liczebności populacji za prawdopodobnie stabilny.
W Turcji populacja lęgowa zmniejsza się, jest to lokalnie gatunek zagrożony. Dawniej żołny modrolice dość pospolicie gniazdowały między Birecik a Karkamış, w 2010 uchodziły tam za bardzo rzadkie i niemal na pewno zanikłe. Nieco częściej są widywane podczas wędrówek. Według danych z 2016 roku w Tunezji być może żołny modrolice nie gniazdują, jako że wówczas było bardzo niewiele współczesnych doniesień. Wtedy też status gatunku w Libii był nieznany. W Handbook of the Birds of the World żołna modrolica jest określana jako nieregularnie gniazdująca w Izraelu. Według danych z końca lat 80. XX wieku w Izraelu był to gatunek niegdyś dość pospolicie gniazdujący, ale populacja lęgowa w tym kraju zanikła. W Libanie w 1945 miano obserwować niewielką kolonię lęgową nieopodal Bejrutu, jednak jest to jedyne doniesienie o gniazdowaniu w tym kraju.
Na zanikanie gatunku w północnej Afryce może mieć wpływ pustynnienie, stosowanie pestycydów i nieracjonalna gospodarka wodna.
Korzystne dla żołn modrolicych może być nawadnianie i prowadzenie wykopów. Dzięki temu wzrasta dostępność pożywienia – owadów – oraz tworzą się nowe miejsca dogodne do gniazdowania. Do pewnego stopnia ułatwia to też tworzenie mieszanych kolonii z żołnami zwyczajnymi. W Omanie chętnie wykorzystują wykopy pod budowy oraz stare studnie na polach, w których gniazdują razem z żołnami zwyczajnymi. Zyskują na takiej działalności nie tylko na terenach lęgowych, ale i na zimowiskach, co zaobserwowano w zlewni rzeki Limpopo w związku z nawadnianiem oraz budową tam.